# Робин Гуд (аниме)
«Робин Гуд» (яп. ロビンフッドの大冒険 робин фуддо но дайбо:кэн, «Похождения Робина Гуда») — аниме-сериал, адаптация классической истории о Робине Гуде в пересказе истории по версии «Айвенго» Вальтера Скотта, снятый студией Tatsunoko Production и впервые транслировавшийся с 29 июля 1990 по 28 октября 1992 года. Изначально было снято 39 серий, но позже были досняты ещё 13, в основном для международного рынка, особенно для Германии и Италии, где сериал стал особенно популярен. Всего в сериале 52 серии. Отличительной особенностью сериала является то, что Робин и его союзники в основном подростки. Часть сериала также была перемонтирована в полноценный полнометражный фильм.

## Сюжет
Хотя официально сериал не разделен на сезоны, в нем четко прослеживаются сюжетные арки по 12-13 серий.

### Серии 1-13
XII век. Барон Алвин и епископ Хартфорд облагают Нотингем и окрестные земли непомерными налогами. По их приказу солдаты во главе с рыцарем Гилбертом сжигают замок Хантингтонов, четверо подростков — Робин, его кузены Уилл, Уинифред и Дженни — бегут в лес и знакомятся с чудаковатым монахом Туком и разбойниками во главе с Малышом Джоном. Робин помогает разбойникам отражать нападения солдат Алвина. К разбойникам попадает юная дворянка Мэриан Ланкастер, они не неволят ее, однако Мач, помощник Джона, присваивает ее фамильный крест. Малыш Джон отбирает его и дарит Уинифред в знак любви. Гилберт разыскивает в лесу Робина, так как ненавидит его за оставленный на щеке шрам, но в итоге спасает Мэриан от волков и влюбляется в нее. Вскоре он получает приказ от Алвина похитить для него Мэриан, однако он не знает, что речь идет о той же самой девушке, и похищает ту, кого опознал по кресту Ланкастеров, — Уинифред. Когда Мэриан осознает его роль, то теряет зародившуюся к нему симпатию. В попытке вызволить Уини Робин и разбойники едут штурмовать замок на самодельном деревянном танке и почти преуспевают, но их машину разносят из пушки «Дракон». Мэриан приходит сдаваться барону (ее добровольная выдача Алвину была изначальным смыслом ее поездки), но и это не освобождает Уинифред — ее бросают в темницу как члена рода Хантингтонов. Епископ Хартфорд собирается жениться на Мэриан, несмотря на разницу в возрасте, чтобы наложить руку на богатства Ланкастеров (в английской и русской версиях смысл церемонии заменен на удочерение). Мэриан пытается заколоться фамильным кинжалом, но разбойники проникают в замок под видом четырех служанок и вовремя срывают церемонию. Гилберт нападает на Робина, но Мэриан призывает его к чести, и Гилберт отказывается служить тому, кто берет детей в заложники. Герои освобождают заключенных, устраивают погром и вместе бегут из замка. Гилберт попадает под стражу.

### Серии 14-26
Робин встречает в лесу своего белого коня, которого не видел со дня смерти родителей. Конь, боящийся свистящих стрел, помогает понять, что родители не просто разбились в карете, а стали жертвой политического убийства. Гилберт сбегает из темницы, но барон успевает ранить его стрелой. Рыцарь похищает Мэриан у разбойников, но поднимается ураган и ему приходится пожертвовать собой, передав Мэриан в руки Робина, сам же падает в пропасть и впредь считается погибшим. Мэриан, устав от своей физической слабости, меняет кредо, обрезает волосы, начинает учиться бою на мечах и становится из дворянки разбойницей. Она выслеживает барона в лесу и пытается заколоть, но ничего не выходит. Робин и Алвин проваливаются в воронку гигантского муравьиного льва и вынуждены выбираться вместе, но злодей ожидаемо предает, а Робин ожидаемо его щадит. Мэриан ненавидит его за это. Она обнаруживает в себе неконтролируемую магическую силу, способную вызывать разрушения и связанную с ее ненавистью. Этой силой она уничтожает осадную машину Алвина, которой он собирался покорять деревни, отказавшиеся платить дань. Отношения Робина и Мэриан разлаживаются, поскольку он не принимает ее пугающие перемены, а она не может простить ему излишнего благородства.

Робин встречает беглую монашку Клео, она лечит его рану, и между ними зарождается чувство. Однако она является сестрой Гилберта, и Алвин внушает ей, что именно Робин виноват в смерти брата. На новом свидании она нападает на Робина, но от кинжала его спасает подаренный ей же крест. Она уходит к рыцарям Черной Розы, заменяя в их составе брата. Робин мучается неразделенной любовью. Мэриан еще несколько раз впадает в приступы магической ярости, в которых уничтожает замок тайного общества, военную заставу и т.д. Барон вновь подлавливает ее и похищает фамильный крест, поскольку верит, что он может привести к сокровищам. На этот раз сила разрушения захватывает ее окончательно, и, одержимая, она преследует его, круша всё на пути. Она вызывает смерч и едва не погибает от переполняющей ее силы ненависти, но Робин возвращает ей ее спасительный крест и свою любовь.

### Серии 27-39
Алвин поручает рыцарям Черной Розы охрану двух карет с богатствами, одна из них должна быть подставной, разбойникам удается захватить обе, но обе оказываются пустыми, барон же успешно получает третью карету с золотом. Но рыцарей он заставляет думать, что они провалили задание. Желая поквитаться, разбойники усыпляют весь замок сонными грибами и идут грабить сокровищницу. Они выносят не так много, как хотели, и в итоге, спасаясь от погони, вынуждены разбрасывать добро горожанам, чтобы облегчить повозку.

Алвин пытается заново открыть разработку старой шахты, но в ней нет золота, зато есть отравляющие вещества. В результате потасовки между солдатами и разбойниками шахта обваливается и начинает отравлять реку. Робин разыскивает Клео и в очередной раз рассказывает ей правду о том, что случилось с Гилбертом, и спасает ее от оползня. Наконец она верит ему и они проводят ночь вместе. Внезапно это видит Гилберт, который вовсе не погиб и уже давно наблюдал за событиями из тени. Видя сестру с врагом, он приходит в ярость и снова решает зарубить Робина, но Мэриан очередным проявлением магии нагоняет морочащий туман на лес — Гилберт сражается с призраками.

Ассасин барона пытается убить Робина, но Тук прикрывает его от стрелы. Разбойники лечат его, и пока он слаб, он рассказывает предысторию о том, как в молодости он, Алвин и родители Робина, Джордж и Мэри, были друзьями. Они нашли залежи то ли золота, то ли меди и обещали никому не рассказывать, но Алвин сломал ногу и из ревности и для спасения своей репутации соврал родным, что Джордж столкнул его. Затем он выболтал промышленнику, где находится месторождение, и там построили шахту. Джордж возненавидел его за это. Родители Робина узнали, что шахта убивает лес. Промышленникам было наплевать на это, а губернатор даже запретил людям ходить в лес под страхом смерти. Джордж стал героем в маске, чтобы бороться с этим произволом, а Тук составил научный отчет о загрязнении и вызвал королевскую ревизию, виновные убили друг друга, а шахта была закрыта. Алвин поступил на службу губернатору и со временем занял его место. Теперь история повторяется, и Робин должен бороться за лес как его отец.

Алвин катит очередную боевую машину на лес, устраивает пожар, берет в плен Мэриан и прозревшую Клео. Фамильный крест наконец указывает ему в лесу место, которое он так давно мечтал найти. Алвин и Хартфорд находят сокровища в странной, будто инопланетной пещере и прямо на них начинают жадную грызню за богатство. Алвин активирует то, что казалось ему главным сокровищем, — сферу жизни. Однако в результате пещера начинает пожирать собравшихся в ней героев и злодеев. Робин через крест Мэриан просит прощения у леса за зло, причиненное конфликтом. Над землей вспыхивает колоссальный призрачный образ Иггдрасиля, уносит персонажей в космос, перерождает их, показывает вид всей Англии с почти космической высоты, а затем восстанавливает лес, в котором едва не погибли остальные разбойники. Гилберт мирится с Робином и уезжает, забрав Клео. Робин видит призраки родителей, и отец дарит ему знаковую шляпу.

### Серии 40-52
Алвин и епископ каким-то образом выбираются из пещеры, и разбойники ловят их в лесу, но барон полностью сломлен и не хочет жить. Робин и Мэриан внезапно предлагают ему вернуться на пост и стать хорошим губернатором, чтобы исправить все ошибки. И он действительно пытается так поступить, устраивает для разбойников пир без подвоха и ловушек, он хочет брать пример с прибывшего в замок принца Джона, которого считает достойным человеком, заслуживающим подражания. Однако вскоре узнает, что принц Джон — такой же подлец, ведь он нисколько не заботится о подданных и заказал убийство короля Ричарда, чтобы занять его место. Это едва не сводит Алвина с ума, и он понимает, что никем кроме злодея ему не быть. Он присягает на верность принцу Джону, но тут же начинает строить планы, как его предать. Злодеи устраивают турнир лучников, разбойников приглашают официально, народ радуется зрелищу. Робин подслушивает разговор барона с епископом, в котором они опять обсуждают грязные планы. Он предъявляет это Алвину, но тот подстраивает сцену, будто Робин хотел убить принца Джона. Разбойникам приходится снова бежать и скрываться. Злодеи же раздают еду горожанам, поднимая доверие народа, и назначают награду за поимку разбойников. Теперь поймать или убить Робина пытаются разные странные люди: изобретатель, прославленный рыцарь, крестьянин-неудачник.

Разбойники встречают в лесу странного крепкого старика, потерявшего память и нарекают его Медведем. Его принимают в банду Малыша Джона, но он вспоминает, что является королем Ричардом. В походе его предательски ранили в спину, но он выжил. Так и не открывшись новым друзьям, он покидает лагерь.

Солдаты ловят Малыша Джона и его банду, барон предлагает им выбор: смерть или работа на него. Так разбойники становятся новой дворцовой стражей, и недалекий Малыш Джон вживается в эту роль даже больше, чем следовало. Алвин видит у Мача подаренную печать короля Ричарда, и решает представить Мача как бастарда пропавшего короля, то есть единственно возможного наследника. Через него Алвин сможет править Англией из тени. Он посылает епископа отравить принца Джона вином, чтобы потом подставить и его тоже и остаться единственной фигурой, но тот всё понимает и бежит в лес, где рассказывает обо всем Робину. Начинается коронация Мача. Является Робин и позорит Алвина перед народом. Мэриан, не сумевшая созвать на восстание взрослых, приводит толпу детей. Алвин приказывает зарубить их, но солдаты отказываются выполнять такой приказ. Мач говорит народу правду о своей фальшивой коронации. Объявляется король Ричард с личной свитой, с ним и Гилберт, на этот раз за правое дело. Ричард приговаривает всех злодеев к изгнанию. Он предлагает Робину отстроить его замок и стать его личным рыцарем, но это означает, что он больше не сможет жить в лесу. Он отказывается от этого предложения, но его назначают хранителем леса. Король вернулся, каждому воздается по делам, народ счастлив.

## Персонажи

### Главные герои
- Роберт Хантингтон (сэйю: Кадзуэ Икура) — главный герой, также известен как Робин Гуд. Наследник благородной семьи Хантингтон. Его дом сожгли по приказу коварного барона Алвина из Ноттингема. Роберт и его выжившие кузены вынуждены бежать в Шервудский лес, где сталкиваются с бандой Маленького Джона. Юн, благороден, иногда склонен к авантюрам, превосходный лучник.
- Мэриан Ланкастер (сэйю: Наоко Мацуи) — наследница дворянского рода Ланкастер. Она носит на шее золотой крест своего рода, наделенный волшебной силой. Появляется как сильная духом, но хрупкая девочка, но по мере развития сюжета крепнет физически, учится бою на мечах и становится юной разбойницей. Имеет магические способности, из-за чего некоторые считают ее ведьмой.
- Брат Тук (сэйю: Кэнъити Огата) — старый монах, живущий в ските в Шервудском лесу. Берет опеку над Робином и его кузенами, помогая им, как может. Ироничен, мудр и слегка безумен. Одержим идеей построить крылья, и ему это даже удается.[2]
- Маленький Джон (cэйю: Бин Симада) — лидер шайки разбойников-подростков бежавших в Шервудский лес от нищеты, семейного насилия и грязного труда. Столкнувшись с Робином, вскоре становится его союзником, однако довольно ненадежным. Комедийный и противоречивый персонаж, часто ведет себя деспотично и сумасбродно, но в важные моменты осознает ответственность и готов пожертвовать собой ради любви или своих подопечных. Влюблен в Уинифред.
- Мач (сэйю: Маюми Танака) — главный помощник Маленького Джона. Ловкий, умелый, находчивый, однако подхалим. Ушел в разбойники, чтобы не ухаживать за свиньями. В конце сериала становится объектом мошенничества с престолонаследованием.
- Уилл (сэйю: Юко Митта) — кузин Робина. Верный помощник, наделен теми же положительными качествами, что и Робин. Однако значимой роли в сюжете не играет.
- Уинифред Скарлет (сэйю: Мария Кавамура) — старшая кузина Робина.
- Барбара Скарлет (в англ. версии — Дженни) (сэйю: Сайури Икетмото) — младшая кузина Робина. Умеет дружить с дикими животными. В русской версии звучат оба ее имени.
- Медведь / Король Ричард Львиное Сердце (сэйю: Мугихито) — король Англии, временно потерявший память после покушения.

### Антагонисты
- Алвин (сэйю: Масаси Эбара) — коварный барон Ноттингема. Обирает земли непомерными налогами. Именно Алвин отдал приказ уничтожить замок Хантингтонов. Позднее пытается захватить власть в королевстве. Является носителем всего набора злодейских качеств: жесток, жаден, властолюбив, труслив, патологически лжив и коварен, не способен держать слово, не считается с жизнями людей, одержим планами и т.д. После перерождения и блуждения по Шервудскому лесу пытался изменить жизнь в лучшую сторону, однако срывается после того, как узнал планы принца Джона по убийству своего брата - короля Ричарда (Медведя)
- Епископ Хартфорд (сэйю: Ю Симака) — жадный епископ из Ноттингема, который пытается завладеть наследством семьи Ланкастер, незаконно удочерив Мэриан. Почти во всех качествах подобен Алвину, хотя менее дальновиден. Имеет страсть к юным девушкам. Состоит в тайном обществе скупщиков краденного. Ближе к концу сериала едва не становится жертвой заговора Алвина, поэтому (и только поэтому) бежит и сообщает Робину о планах Алвина по захвату власти.
- Гилберт (сэйю: Тосихико Сэки) — рыцарь, соперник Робина за любовь Мэриан. В начальных сериях фанатично служит барону Алвину из-за обета, позже уходит от него и действует как одиночка. Противоречивый персонаж: он жесток, надменен, мстителен, склонен к нарциссизму, но вместе с тем имеет свои принципы. Способен силой похитить возлюбленную, но пожертвовать жизнью ради нее. Заботится о сестре, но может оставить ее в опасности, поддавшись порыву ярости. [2] В конце становится рыцарем короля Ричарда. Его образ основан на персонаже баллад Гае Гисборне.
- Клео (сэйю: Тиэко Хонда) — сестра Гилберта. Беглая монашка, неофициальный предводитель рыцарей Черной Розы. Носит чёрное платье и имеет тёмные волосы. Появляется в 24-м эпизоде. Желает отомстить Робину за смерть брата, так как верит в версию, рассказанную Алвином. Позже осознает его ложь и встречает брата живым. Клео и Робин пережили короткую влюбленность и дважды спали вместе (в целомудренном смысле этого слова), однако тот остался верен Мэриан.
- Принц Джон (сэйю: Иссэй Футамата) — брат короля Ричарда, несостоявшийся цареубийца. На публике демонстрирует напускное благородство, в действительности так же коварен как Алвин. Страшится разоблачения и топит переживания в вине.

### Список серий
1. «Birth of the Hero»
2. «Mystery Forest»
3. «A Duel»
4. «House Building»
5. «The Mercenary»
6. «Gentlemen Bandits»
7. «The Loyal King»
8. «Towards Nottingham»
9. «Friend or Foe»
10. «Impossible»
11. «An Uncertain Future»
12. «Disguise»
13. Up in Smoke
14. «A New Day»
15. «An Unexpected Return»
16. «Fog and Wind»
17. «The Ultimate Farewell»
18. «Tuck’s Battle»
19. «Witchcraft»
20. «Revenge»
21. «King of the Forest»
22. «Fire»
23. «Thunderstorm in Nottingham»
24. «The Girl in Black»
25. «Love and Hate»
26. «Peace After the Storm»
27. «A Foundling»
28. «The Flying Ship»
29. «A Prediction»
30. «Barons Greed»
31. «The Bandits Revenge»
32. «Jenny’s Tale»
33. «Return»
34. «The Fog of Revenge»
35. «The Good Old Days»
36. «Gamekeeper»
37. «Fire in the Forest»
38. «The Treasury»
39. «Reconciliation»
40. «An Evil Being»
41. «Traitor»
42. «The Lake of Truth»
43. «The Decisive Battle»
44. «The Bad Luck Man»
45. «A Charming Villain»
46. «Unbeatable»
47. «Honest Eyes»
48. «Tragedy»
49. «Prince of the Woods»
50. «The Decision»
51. «The Crowning»
52. «Immortal»

## Саундтрек
Музыкальную тему к аниме написал композитор Ясунори Ивасаки. Музыкальное сопровождение также отличалось в зависимости от страны показа. Так, в опенинге англоязычной версии звучала песня «Робин из леса» (англ. Robin of the Forest), а в видео-дабе Interfilm использовалась инструментальная композиция из японского опенинга — Wood Walker. В итальянской версии звучала песня «Робин Гуд» со словами Алессандры Валери Манеры (итал. Alessandra Valeri Manera) и музыкой Кармело «Нинни» Каруччи (итал. Carmelo "Ninni" Carucci), спетая певицей Кристиной Д’Авена. Во французской версии использовалась композиция «Приключения Робина де Буа» (фр. Les Adventures de Robin des Bois) в исполнении Алексиса Томассиана (фр. Alexis Tomassian).
Русская версия является английской с закадровым озвучанием.
Начальная тема:
- «Wood Walker» (яп. 下成佐登子) — исполняет Симонари Сатоко

Завершающая тема:
- «Hoshizora no Labirinsu» (星空のラビリンス букв.Labyrinth of the Starry Sky) — исполняет Симонари Сатоко

## Критика
Сценарий написанный Иппэем Кури основывается не на оригинальных балладах, а на пересказе истории в версии «Айвенго» Вальтера Скотта. Из-за того, что Робин и его союзники в основном подростки, сражающиеся против взрослых барона и епископа, на экране динамика схожа с «Питером Пэном».
Анимация выполнена довольно дешево: повторяющиеся футаж-сцены (Робин целится и выпускает стрелу), повторное использование сцен, простой дизайн персонажей, фон из световых линий для обозначения движения или злости, статичные фоны.

### Отличия от оригинального сюжета
Кроме классических героев баллад в окружении Робина появляются новые персонажи: родители, кузен и две кузины Робина, а также сестра Гилберта Клео. Также главным противником Робина становится барон Алвин, а не привычный принц Джон, который появляется только в 40-й серии и является лишь второстепенным злодеем. Образ Робина в сериале сильно разнится с фольклорным и телевизионным: он лишь один раз ограбил богатого (самого Алвина), чтобы раздать деньги бедным, в остальном сюжетная функция грабежа передана Малышу Джону. Также Робин в аниме не носит капюшон и лишь пару раз одевает знаковую шляпу.
В сюжет также добавлены магические и духовные элементы, за которыми прослеживается посыл о необходимости бережного отношения человека к окружающему миру, природе и скрытым силам. Не раз герои прибегают к силам природы для исцеления и сами пытаются спасти лес от отравления воды и пожара. Когда Робин и ряд других персонажей предположительно погибают, божество леса воскрешает их, дает увидеть Англию с почти космической высоты и осознать важность и хрупкость природы.
Несколько раз герои и злодеи демонстрируют нехарактерную для эпохи способность изобретать боевые машины. Также в одной из серий внезапно появляется довольно неуместная в таком контексте классическая летающая тарелка (НЛО).